# Institut américain de l'enfance
Pour les articles homonymes, voir IIN.
L'Institut américain de l'enfance (ou Instituto Interamericano del Niño (IIN)), est une organisation chargée de promouvoir le bien-être de la maternité et de l'enfance dans les pays américains.
Créé le 9 juin 1927 sur l'initiative du pédiatre uruguayen Luis Morquio, il a été reconnu comme organisme spécialisé de l'OEA en 1949. La Direction Générale a son siège à Montevideo, Uruguay. Entre 1927 et 1962, il a porté le nom d'Instituto Internacional Americano de Protección a la Infancia.
Ses objectifs sont de défendre les droits de l'enfant aussi bien au niveau de l' aprobación de las convenciones comme pour les mesures législatives et de politique sociale entre ses États membres. Elle fait une asesoría technique et la diffusion des droits de l'enfant.
Pays membres : Argentine, Bolivie, Brésil, Cuba, Chili, Équateur, États-Unis, Pérou, Uruguay et Venezuela (tous en 1927) Puis: Mexique (1935), Costa Rica (1938), Paraguay (1939), Colombie (1941), République dominicaine (1943), Honduras (1944), Guatemala (1946), Panama (1947), Nicaragua (1948) et Haïti (1949)

## Organisation de l'IIN
- Congreso Panamericano del Niño, plus haute instance établissant les politiques et directives, choisit les autorités. Elle se réunit tous les quatre ans, et intègre les pays membres de l'IIN.
- Consejo Directivo, charger de formuler la politique générale et défendre l'accomplissement des mandats du Congrès. Y siège un représentant de chaque État membre de l'INN
- Dirección Nacional, chargé de l'administration de l'IIN et de mener à leur fin les programmes et actions approuvées. Y siègent

- -  Luis Morquio (1927-1935, Uruguay)
  -  Roberto Berro (1935-1956, Uruguay)
  -  Víctor Escardo Anaya (1956-1964, Uruguay)
  -  Rafael Sajón (19641980, Argentine)
  -  Rodrigo Crespo Toral (1980-1988, Équateur)
  -  Eugenia Zamora Chavarría (1988-1995, Costa Rica)
  -  Rodrigo Quintana (1996-2000, Chili)
  -  Alejandro Bonasso Lenguas (2000-2005)
  -  Pérou Piero Solari Zerpa (2005 - 2006, Pérou)
  -  Mexique María Dolores Aguilar Marmolejo (2007-2015)
  -  Victor Giorgi (2015-2023).
  -  María Julia Garcete (2023-2027).